# Acefalia (medycyna)
Acefalia (łac. acephalia, gr. aképhalos ‘bez głowy’), bezgłowie – letalna (śmiertelna) wada wrodzona płodu o charakterze malformacji, polegająca na niewykształceniu głowy lub wykształceniu jej w formie zredukowanej. Występuje rzadko, częściej spotyka się bezmózgowie.